# Antonio Crespo (ciclista)
Antoni Crespo Sanjuán (Barcelona, 1891 - Barcelona, 10 de diciembre de 1989) fue un ciclista español, que corrió durante la década del 1910. Durante su carrera deportiva destacan dos victorias de etapa de la Volta a Cataluña de 1913. Un de sus hijos, Juan Crespo Hita, también fue ciclista profesional.

## #Palmarés
- 1912
  - 3º de la Volta a Cataluña
- 1913
  - 2º de la Volta a Cataluña y vencedor de 2 etapas
  - Vencedor de una etapa de la San Sebastián-Madrid
- 1914
  - 1º de la San Sebastián-Madrid y vencedor de 2 etapas
  - 2º en el Campeonato de España de ciclismo en ruta
- 1919
  - Vencedor de una etapa de la Volta a Tarragona